# Swing Vote : La Voix du cœur
Pour plus de détails, voir Fiche technique et Distribution.
Swing Vote : La Voix du cœur (Swing Vote) est un film américain réalisé par Joshua Michael Stern, sorti en 2008.

## Synopsis
Pendant l'élection présidentielle américaine, dans un futur proche, le vote de Bud Johnson n'ayant pas été pris en compte, il doit revoter pour départager les deux candidats arrivés à égalité. Les deux équipes de campagne se rendent à Texico, Nouveau-Mexique, pour rencontrer Bud, apolitique, alcoolique, père célibataire, viré de son travail, fasciné par ses quinze minutes de gloire, mais poussé par sa fille de 12 ans Molly à prendre cette élection au sérieux.
Le désintérêt général de Bud pour les affaires publiques est mal interprété par les candidats, qui réorientent leur campagne à chaque déclaration de Bud (les républicains deviennent pro-environnement, les démocrates anti-avortement, les républicains pro-mariage gay, les démocrates anti-immigration, etc.)
Soudainement frappé de conscience civique, Bud demande un débat présidentiel au cours duquel il déclare en préambule que le vrai ennemi de l'Amérique, c'est lui-même, qui ne vote pas, avant de poser aux deux candidats les questions qu'il a reçues par courrier.

## Fiche technique
- Titre : Swing Vote : La Voix du cœur
- Titre original : Swing Vote
- Réalisation : Joshua Michael Stern
- Scénario : Jason Richman et Joshua Michael Stern
- Décors : Steve Saklad
- Costumes : Lisa Jensen
- Photographie : Shane Hurlbut
- Montage : Jeff McEvoy
- Musique : John Debney
- Production : Kevin Costner, Terry Dougas, Ted Field, Robin Jonas, Paris Kasidokostas Latsis, Jim Wilson
- Société de production : Touchstone Pictures
- Budget : 21 000 000 dollars
- Pays d'origine :  États-Unis
- Langue originale : anglais
- Format : couleur - 35 mm - 2,35:1 - son DTS / Dolby Digital / SDDS
- Genre : Comédie dramatique, politique-fiction
- Durée : 120 minutes
- Date de sortie : 
  - Etats-Unis : 1er août 2008
  - France : 6 janvier 2009 (Directement en vidéo)

## Distribution
- Kevin Costner (V. F. : Bernard Lanneau) : Bud Johnson
- Madeline Carroll (V. F. : Dorothée Pousséo) : Molly Johnson
- Paula Patton (V. F. : Laura Blanc) : Kate Madison
- Kelsey Grammer (V. F. : Gérard Rinaldi) : président Andrew Boone
- Dennis Hopper (V. F. : Patrick Floersheim) : Donald Greenleaf
- Nathan Lane (V. F. : Michel Mella) : Art Crumb
- Stanley Tucci (V. F. : Gérard Darier) : Martin Fox
- George Lopez (V. F. : Marc Alfos) : John Sweeney
- Judge Reinhold (V. F. : Jean-François Aupied) : Walter
- Mark Moses (V. F. : Georges Caudron) : procureur général Wyatt
- Mare Winningham (V. F. : Brigitte Virtudes) : Larissa Johnson
- Charles Esten : Lewis
- Nana Visitor : Galena Greenleaf
- Shawn Prince : Jed
- Dale O'Malley : Hank
- Mary Sue Evans : Mme Abernathy
- Gary Farmer : Curly
- Tom Romero : Ad Exec
- Forrest Fyre : Ted Drake
- Ivan Brutsche : Carl
- Floyd 'Red Crow' Westerman : Chief Running Bear
- Amber Midthunder : Étudiante #3
- Richard Petty : lui-même (caméo)
- Willie Nelson : lui-même (caméo)
- Tony Blankley : lui-même (caméo)
- Aaron Brown : lui-même (caméo)
- Campbell Brown : elle-même (caméo)
- Tucker Carlson : lui-même (caméo)
- James Carville : lui-même (caméo)
- Matt Frei : lui-même (caméo)
- Mary Hart : elle-même (caméo)
- Arianna Huffington : elle-même (caméo)
- Larry King : lui-même (caméo)
- Anne Kornblut : elle-même (caméo)
- Bill Maher : lui-même (caméo)
- Chris Matthews : lui-même (caméo)
- Lawrence O'Donnell : lui-même (caméo)

Source et légende : Version française (V. F.) sur AlloDoublage

## Autour du film
Voyant que le film ne pourrait être financé pour l'élection présidentielle américaine de 2008, Kevin Costner l'a financé.
Le film a été tourné à Albuquerque et à Belen, au Nouveau-Mexique.

## Annexe